# Єршов Денис Сергійович
Денис Сергійович Єршов (нар. 25 березня 1983, Одеса, УРСР) — український футболіст, воротар.

## Життєпис
Розпочав займатися футболом в Одесі. У ДЮФЛУ виступав за місцевий «Чорноморець». У 2000 році потрапив у «Чорноморець-2». У команді у Другій лізі провів всього 3 матчі, причому в матчі проти запорізького «Металурга-2» (6:1), пропустив 6 м'ячів. У 2002 році виступав за аматорський одеський клуб «Ласуня», звідки взимку 2003 року удвох з Вадимом Алпатовим перейшов у першоліговий «Миколаїв». У травні 2003 року виступав у фарм-клубі миколаївців — «Олімпії ФК АЕС» з Южноукраїнська.
Навесні 2004 року підписав контракт з молдовським «Ністру» з Атак. Разом з командою ставав срібним та бронзовим призером чемпіонату Молдови і володарем та фіналістом Кубка Молдови. Влітку 2007 року брав участь у кваліфікації Кубка УЄФА в програшній серії проти угорського «Гонведа». 
Влітку 2008 року перейшов у маріупольський «Іллічівець». У команді поступався місцем в основі іншим воротарям Андрію Глущенко й Ігорю Шуховцеву, також у розташування клубу перебував досвідчений Андрій Товт. Єршов грав в основному в молодіжній першості, де провів 22 матчі і пропустив 25 голів. У липні 2009 року «Іллічівець» розірвав контракт з Єршовим і він отримав статус вільного агента. Але незабаром Денис знайшов новий клуб, івано-франківське «Прикарпаття».
У лютому 2010 року підписав річний контракт з узбецьким клубом «Алмалик».

## Досягнення
- Національний дивізіон Молдови
  -  Срібний призер (2): 2003/04, 2004/05
  -  Бронзовий призер (2): 2006/07, 2007/08

- Кубок Молдови
  -  Володар (1): 2004/05
  -  Фіналіст (3): 2005/06, 2006/07, 2007/08